# Poliizocyjanuran

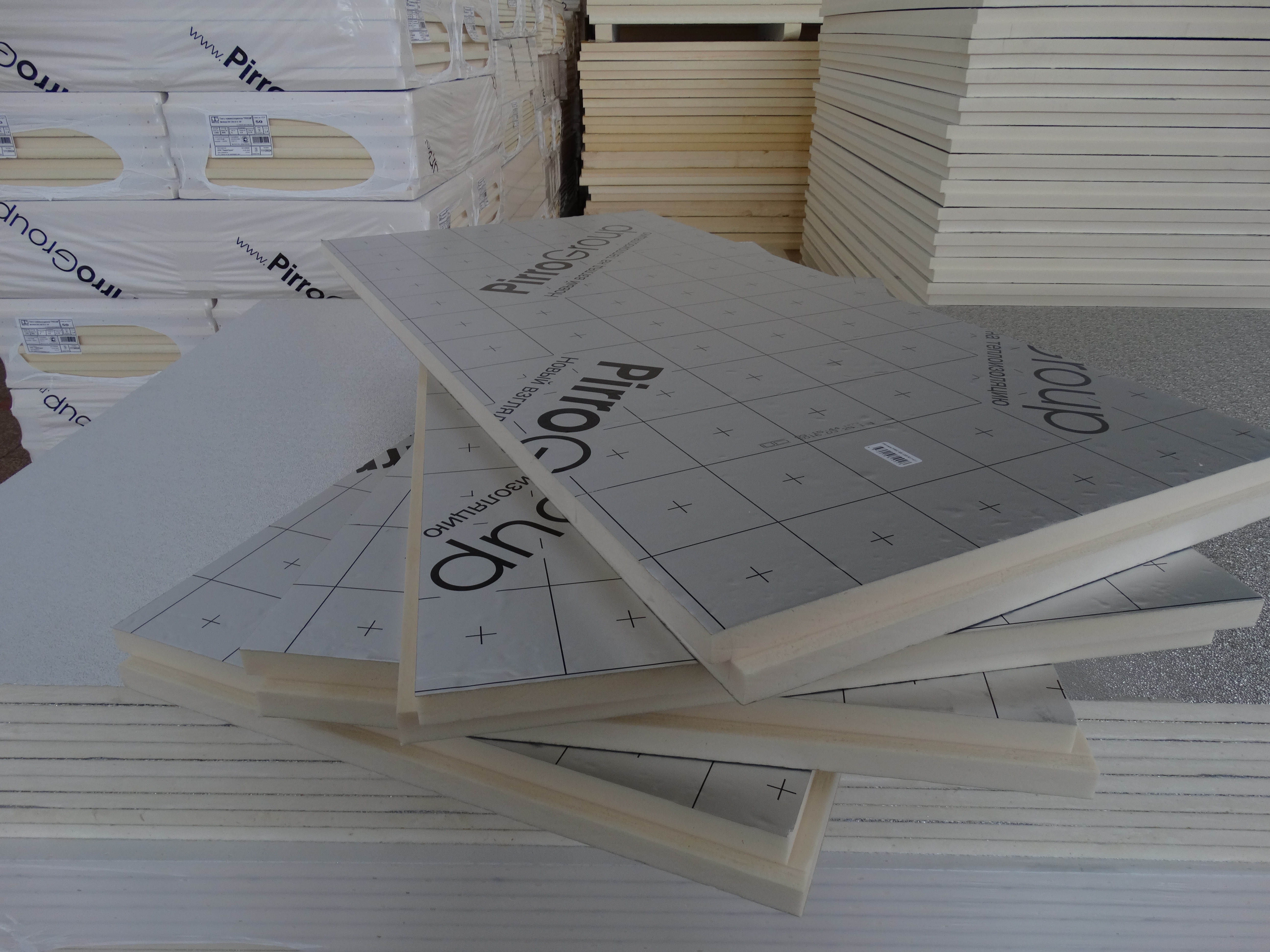
Płyty PIR

Poliizocyjanuran, PIR – materiał izolacyjny, udoskonalona wersja poliuretanu (PUR). Produkowany w postaci twardych płyt piankowych, wykorzystywanych do termoizolacji budynków.
PIR charakteryzuje się lepszymi właściwościami fizykochemicznymi niż PUR.
- płyty PIR są stosunkowo dobrze odporne termicznie (krótkotrwale do +200 °C, długotrwale od −50 °C do +110 °C)[potrzebny przypis]
- niski współczynnik przewodności cieplnej λ, np. dla płyt izolacyjnych z rdzeniem z PIR wynosi on 0,023 W/(m·K)[1].

W porównaniu do innych stosowanych w budownictwie materiałów termoizolacyjnych, pianki na bazie poliizocyjanuratu prezentują korzystne właściwości izolacyjne. Dla porównania, współczynnik λ dla wełny mineralnej wynosi 0,04 W/(m·K), dla styropianu 0,033 W/(m·K), a dla pianki poliuretanowej 0,03 W/(m·K).